# Kocaeli Birlik SK
Körfez Spor Kulübü, met stamnummer 010898, is een Turkse voetbalploeg uit Körfez. Ze speelt haar thuiswedstrijden in het Alparslan Türkeşstadion, dat 1.790 plaatsen telt. De kleuren van de club zijn rood-wit. Het team komt uit in de TFF 3. Lig.

## Geschiedenis

### Oprichting & naamswijzigingen
De club is in 1995 opgericht als Körfez Belediyespor. Vervolgens werd de naam Körfezspor. Op 25 juni 2011 werd de naam veranderd naar Kocaeli Futbol Kulübü, maar omdat de Turkse voetbalbond TFF niet akkoord ging werd vervolgens de naam nog eens gewijzigd. Deze keer werd het Körfez Futbol Kulübü. Ook de kleuren van de club die rood-wit waren, werden veranderd naar groen-zwart-rood. Voorafgaand aan het seizoen 2014-15 werd de club overgenomen door het bedrijf Kocaeli Birlik Sportif Hizmetleri Anonim Şirketi. Hiermee veranderde de clubnaam naar Kocaeli Birlik Spor Kulübü, de clubkleuren bleven intact en het logo onderging kleine wijzigingen. Vanaf seizoen 2018-2019 gaat de club verder onder de naam Körfez Spor Kulübü. De clubkleuren werden rood-wit en het logo veranderde mee.

### Prestaties
In het seizoen 2008-09 werd de club tweede en mocht zo dus play-offs spelen voor de tweede divisie van het land. In de play-offs finale groepsfase werd de club zevende. In het seizoen 2009-2010 werd de club derde in de competitie en mocht zo dus play-offs spelen voor de 1. Lig. Uiteindelijk werd Körfez tweede, en daarmee uitgeschakeld in de groepsfase. In het seizoen 2010-11 werd de club tiende, en in het seizoen 2011-12 werd de club zesde. De volgende jaren werd het team respectievelijk 12de, negende en zevende. In het seizoen 2015-16 eindigde het team vier punten achter de kampioen van de Spor Toto 2. Lig Rode Groep. In de play-offs was de kwartfinale het eindstation. Gümüşhanespor was met 1-1 en 1-3 te sterk.

## Supportersgroepen
De supportersgroep van Körfez SK heet Kocabeyler.

## Bekende (ex-)spelers
- Erhan Şentürk
- Erol Erdal Alkan
- Atilla Yıldırım